# BlackBerry Z10
El BlackBerry Z10 es un teléfono inteligente fabricado por la compañía canadiense Blackberry (antes llamado RIM). El cual fue lanzado al mercado, a principios de enero de 2013 y contó con el nuevo sistema operativo Blackberry 10, siendo el primer dispositivo con este Sistema Operativo.

## Software
El BlackBerry Z10 utilizó el nuevo sistema operativo BlackBerry 10. La interfaz de usuario, se basan en el concepto de manipulación directa, usando gestos multitáctiles. La interacción con el sistema operativo incluye gestos como deslizar el dedo, tocar, mover, los cuales tienen definiciones específicas dentro del contexto del sistema operativo BB10 y su interfaz multi-touch.
No es hasta un año después, en enero de 2014 que BlackBerry 10 OS incluye la versión 4.2.2 jelly beam de android, que para la compañía resultó la salvación de su sistema operativo, puesto a que dicho software no contaba con las aplicaciones más utilizadas en su tienda, esto le quitaba popularidad al momento de escoger un dispositivo móvil por parte de los usuarios y android llegó para corregir el problema.
El Z10 viene pre-cargado con: BlackBerry Browser (con Flash Player), BlackBerry Hub, Contactos, Calendario BlackBerry, BBM, mensajes de texto, BlackBerry World, Docs To Go (para PowerPoint, Word, Excel), Imágenes, Reproductor de Música y otras más.
El teclado de pantalla táctil ofrece una experiencia de escritura avanzado. Se aprende el estilo de escritura del usuario y sugiere palabras para ayudar al tipo de usuario más rápido, con mayor precisión y con la menor cantidad de esfuerzo.
El BlackBerry Z10 tiene una cámara de 8 megapíxeles en la parte trasera con autofocus y flash LED capaz de grabar vídeo 1080px, mientras que hay una cámara de 2 megapíxeles en la parte frontal, que graba vídeos a 720px". Una característica única en el Z10 de aplicación de la cámara es la función TimeShift. 
El Z10 tiene control de voz, que permite al usuario operar el teléfono mediante comandos de voz. Control por voz reconoce los patrones del habla, de modo que el usuario puede hablar naturalmente y que siempre se entiende. Se puede utilizar para enviar mensajes, escribir correos electrónicos, dictar documentos y buscar en el teléfono, sólo con la voz de la aplicación.

## Hardware
Hay cuatro SKU para el BlackBerry Z10, correspondientes a la distrubucción para América de Norte y los demás países. Los cuales corresponden a:
- BlackBerry Z10 – STL100-1 – Modelo: RFG81UW:

Soporte Cuatribanda HSPA+: UMTS 850, UMTS 900, UMTS 1900, UMTS 2100 MHz.
Soporte Cuatribanda GSM: GSM 850, GSM 900, DCS 1800, PCS 1900 MHz
- BlackBerry Z10 – STL100-2 – Modelo: RFH121LW:

Soporte Cuatribanda LTE: LTE 800, LTE 900, LTE 1800, LTE 2600 MHz.
Soporte Tribanda HSPA+: UMTS 850, UMTS 900, UMTS 2100 MHz.
Soporte Cuatribanda GSM: GSM 850, GSM 900, DCS 1800, PCS 1900 MHz
- BlackBerry Z10 – STL100-3 – Modelo: RFK121LW (versión 1):

Soporte Cuatribanda LTE: LTE 700, LTE 850, LTE 1700, LTE 1900 MHz.
Soporte Cuatribanda HSPA+: UMTS 800/UMTS 850, UMTS 1700, UMTS 1900, UMTS 2100 MHz.
Soporte Cuatribanda GSM: GSM 850, GSM 900, DCS 1800, PCS 1900 MHz
- BlackBerry Z10 – STL100-3 – Modelo: RFF91LW (versión 2):

Soporte Cuatribanda LTE: LTE 700, LTE 850, LTE 1700, LTE 1900 MHz.
Soporte Tribanda HSPA+: UMTS 800/UMTS 850, UMTS 1900, UMTS 2100 MHz.
Soporte Cuatribanda GSM: GSM 850, GSM 900, DCS 1800, PCS 1900 MHz
- BlackBerry Z10 – STL100-4 – Modelo: RFA91LW:

Banda Única LTE: LTE 700 MHz.
Soporte Banda Dual CDMA: Banda celular 800, PCS 1900 MHz.
Soporte Banda Dual UMTS: UMTS 900, UMTS 2100 MHz.
Soporte Cuatribanda GSM: GSM 850, GSM 900, DCS 1800, PCS 1900 MHz.

## Recepción y crítica
El modelo fue reseñado por los diferentes medios especializados, algunos afirmando como la novedad de BlackBerry y otros afirmando que el modelo llegó tarde. Mismo tuvo varias críticas mixtas, entre favorables y negativas, una de estas últimas, es la ausencia de aplicaciones nativas, muy populares como Instagram, LINE o VINE, que en otros sistemas operativos ya se encuentra.
El Z10 tuvo notables ventas, incluso alcanzando el millón de unidades, las primeras semanas de haber sido lanzado.
A finales de 2013, fue liberado el sistema operativo BlackBerry 10.2. El cual consta con nuevas funciones y han corregido algunos errores que mantenía en la pasada versión.